# Karl Assmann (Fußballspieler)
Karl Assmann (* 1890; † 10. November 1958 in Graz) war ein österreichischer Jurist, Fußballspieler und einer der Gründer des SK Sturm Graz sowie dessen mehrmaliger Obmann.

## Leben
Karl Assmann zählt zu den federführenden Gründern des SK Sturm Graz (damals noch Grazer Fußballclub „Sturm“). Bereits vor der Gründung des Clubs am 1. Mai 1909 spielte Assmann mit den Mitgründern in einer losen Jungen-Mannschaft namens Assam des negro zusammen. Nach Gründung des Vereins 1909 wurde er erster Obmann und war auch mitverantwortlich für die Gründung als offizielles Mitglied des Deutsch-Alpenländischen Fußballverbandes am 31. März 1912.
Bis 1914 spielte Karl Assmann noch selbst für Sturm, danach zog er sich auf die offizielle Ebene zurück. Zwischen 1914 und 1919 sowie von 1922 bis 1923 war er noch zwei weitere Male Obmann des Klubs. Nach dem Ersten Weltkrieg war der mittlerweile promovierte Jurist führend in der Neuformierung des Klubs, da im Krieg viele Spieler fielen.
Am 10. November 1958 starb Assmann in Graz.